# Mamady Diawara
Mamady Diawara (1 februari 2007) is een Belgisch voetballer die onder contract ligt bij Club Brugge.

## Carrière
Diawara ruilde in 2022 de jeugdopleiding van KRC Genk voor die van Club Brugge. Genk plukte hem destijds weg bij KAA Gent, dat hem zelf weghaalde bij RSC Anderlecht. De transfer van Diawara van Genk naar Club Brugge had gevolgen voor de carrière van zijn drie jaar oudere broer Sekou Diawara: Genk kon het niet waarderen dat Sekou, die op dat moment deel uitmaakte van de A-kern van de club, op sociale media aan de zijde van zijn broer poseerde terwijl die een shirt van Club Brugge showde.
Tijdens de voorbereiding op het seizoen 2022/23 mocht Diawara proeven van het eerste elftal van Club Brugge: zo liet Carl Hoefkens hem in de oefenwedstrijd tegen Thes Sport een kwartier voor tijd invallen voor Romeo Vermant. In de UEFA Youth League speelde hij dat seizoen mee in vijf van de zes groepswedstrijden, waarvan tweemaal als basisspeler. Op 13 mei 2023 maakte hij zijn officiële debuut bij Club NXT, het beloftenelftal van Club Brugge in Eerste klasse B: op de slotspeeldag van de promotie-playoffs liet trainer Hayk Milkon hem in de 4-1-nederlaag tegen SK Beveren kort na het uur invallen voor Shion Homma.

## Clubstatistieken
| Seizoen         | Club            | Land            | Competitie      | Competitie | Competitie | Beker | Beker | Supercup | Supercup | Europees | Europees | Totaal | Totaal |
| Seizoen         | Club            | Land            | Competitie      | Wed.       | Dlp.       | Wed.  | Dlp.  | Wed.     | Dlp.     | Wed.     | Dlp.     | Wed.   | Dlp.   |
| --------------- | --------------- | --------------- | --------------- | ---------- | ---------- | ----- | ----- | -------- | -------- | -------- | -------- | ------ | ------ |
| 2022/23         | Club NXT        | Vlag van België | Eerste klasse B | 1          | 0          | —     | —     | —        | —        | —        | —        | 1      | 0      |
| 2023/24         | Club NXT        | Vlag van België | Eerste klasse B | 0          | 0          | —     | —     | —        | —        | —        | —        | 0      | 0      |
| Carrière totaal | Carrière totaal | Carrière totaal | Carrière totaal | 1          | 0          | 0     | 0     | 0        | 0        | 0        | 0        | 1      | 0      |

Bijgewerkt op 16 augustus 2023.

## Privé
- Diawara is de drie jaar jongere broer van Sekou Diawara, die eveneens in het seizoen 2022/23 zijn profdebuut maakte.

2 Romero ·
4 Ordóñez ·
8 Tzolis ·
9 Jutglà ·
10 Vetlesen ·
14 Meijer ·
15 Onyedika ·
16 Van den Heuvel ·
17 Vermant ·
19 Nilsson ·
20 Vanaken  · 
21 Skóraś ·
22 Mignolet ·
24 Osuji ·
27 Nielsen ·
29 Jackers ·
30 Jashari ·
41 Siquet ·
44 Mechele ·
55 De Cuyper ·
58 Spileers ·
64 Sabbe ·
65 Seys ·
66 Yameogo ·
67 Et Taïbi ·
68 Talbi ·
71 De Corte ·
84 Campbell ·
87 Furo ·
Coach: Hayen
Assistent-coach: Jonckheere